# 史積薪
史積薪，順天宛平人，清朝政治人物。進士出身。
道光二年，登進士。道光五年，接替吳時行，擔任江蘇宜興縣知縣。后由時功旃接任。他還當過鳳陽府知府。